# Agriocnemis salomonis
Agriocnemis salomonis är en trollsländeart som beskrevs av Maurits Anne Lieftinck 1949. Agriocnemis salomonis ingår i släktet Agriocnemis och familjen dammflicksländor. Inga underarter finns listade i Catalogue of Life.